# Brandgul nystmask
Brandgul nystmask (Cephalothrix rufifrons) är en djurart som tillhör fylumet slemmaskar, och som först beskrevs av Johnston 1837. Enligt Catalogue of Life ingår Brandgul nystmask i släktet Cephalothrix och familjen Cephalothricidae, men enligt Dyntaxa är tillhörigheten istället släktet Cephalothrix, och ordningen Palaeonemertea. Arten är reproducerande i Sverige. Inga underarter finns listade i Catalogue of Life.